# Plegmapterus irisus
Plegmapterus irisus är en insektsart som först beskrevs av Jean Guillaume Audinet Serville 1838.  Plegmapterus irisus ingår i släktet Plegmapterus och familjen gräshoppor. Inga underarter finns listade i Catalogue of Life.